# Helicopsyche mexicana
Helicopsyche mexicana is een schietmot uit de familie Helicopsychidae. De soort komt voor in het Neotropisch en het Nearctisch gebied.